# Hinterradantrieb

Hinterradantrieb beim Frontmotor (Standardantrieb)

Hinterradantrieb beim Mittelmotor

Hinterradantrieb beim Heckmotor (Heckantrieb)

Als Hinterradantrieb wird der Antrieb eines Kraftfahrzeugs über die (oder über eine) Hinterachse bezeichnet, unabhängig von der Motoranordnung. Der Hinterradantrieb ist daher nicht zu verwechseln mit dem Heckantrieb, der die komplette Antriebseinheit aus Heckmotor, Getriebe und Antriebsachse bezeichnet.
Weitere Arten von Radantrieben bei Fahrzeugen sind Vorderrad- und Allradantrieb.

## Geschichte
Der Hinterradantrieb ist die älteste Art der angetriebenen Achsen im Fahrzeugbau. Damit ließen sich die verschiedenen Funktionen auf die Achsen verteilen (Lenkung über Vorderachse, Antrieb und Bremse über Hinterachse) und so konstruktiv leichter umsetzen. Auch nach der erfolgreichen Etablierung des Frontantriebs ab den 1930er Jahren blieb der Hinterradantrieb bei Pkw lange Zeit der dominierende, weil robustere und kostengünstiger zu produzierende Antrieb. Eine Umfrage im Jahre 1958 ergab, dass gewöhnliche Pkw-Fahrer die Vorzüge des Hinterradantriebs schätzten, während Fachleute überwiegend für den Frontantrieb plädierten. Erst ab den 1970er Jahren wurde der Hinterradantrieb zunehmend verdrängt. Bei leistungsstarken oder komfortablen Pkw einerseits und Lkw andererseits blieb er jedoch bis heute der übliche Antrieb. Die am häufigsten vorkommende Antriebseinheit bei hinterradangetriebenen Fahrzeugen ist der sogenannte Standardantrieb mit Frontmotor.

## Ausführungen
Hinterradantrieb gibt es in Verbindung mit unterschiedlichen technischen Lösungen:
- beim Standardantrieb mit Frontmotor
- bei der Transaxle-Anordnung
- beim Mittelmotor
- beim Heckantrieb
- beim Heckmotor (Omnibusse)

Bei älteren Konstruktionen und im Nutzfahrzeugsegment ist der Hinterradantrieb vorwiegend als Starrachse ausgeführt. Da die ungefederte Masse von Starrachsen hoch ist, was sich negativ auf den Fahrkomfort auswirkt, wurden sie im Lauf der Zeit durch Pendelachsen, Schräglenkerachsen oder Raumlenkerachsen ersetzt. Damit ging jedoch der Konstruktions- und Kostenvorteil des Hinterradantriebs verloren.

## Vergleich Standardantrieb-Frontantrieb
Vorteile
Die Kombination eines längs eingebauten Motors vorn und Hinterradantrieb bietet günstige Platzverhältnisse im Motorraum und eignet sich zur Verwendung großer oder langbauender Motoren mit sechs oder mehr Zylindern. Die Hinterachse kann mehr Bremsmoment absetzen, so dass die Vorderachsbremsen entlastet werden. Beim Bremsen verbleibt ein höherer Achslastanteil an der Hinterachse. Durch die Trennung von Lenkung und Antrieb entstehen keine direkten Antriebseinflüsse auf die Lenkung. Die ausgeglichenere Achslastverteilung bietet gute Voraussetzungen zur Abstimmung von Fahrdynamik und Fahrkomfort, sofern die Fahrbahn trocken und griffig ist.
Im Gegensatz zum Frontantrieb wird beim Beschleunigen die angetriebene Achse belastet, was eine gute Kraftübertragung bei griffiger Fahrbahn ermöglicht, vor allem bei rasanten Beschleunigungsvorgängen; zügigem Anfahren an Steigungen und bei Anhängerlast. Da bei den meisten hinterradgetriebenen Fahrzeugen die Zuladung auf der Hinterachse lastet, sorgt Beladung für noch bessere Verhältnisse. Für Sportwagen und andere leistungsstarke Pkw ist der Hinterradantrieb das Antriebskonzept der Wahl, allerdings häufig mit Mittel- oder Heckmotoranordnung, denn die günstigere Verteilung der Achslast wirkt sich umso deutlicher aus, je geringer das Leistungsgewicht eines Fahrzeugs ist. Ein Vorteil ist auch der im Allgemeinen geringere mögliche Wendekreis – da bei der gelenkten Vorderachse keine Rücksicht auf den Antrieb genommen werden muss, ist ein größerer maximaler Einschlagswinkel möglich.
Nachteile
Bei Verwendung eines Frontmotors ist für die Kraftübertragung zusätzlich eine Kardanwelle erforderlich, was höhere Kosten sowie mehr Gewicht bedeutet. Kardantunnel und Getriebeausbuchtung beschränken die Platzverhältnisse in der Fahrgastzelle, was vor allem bei kleineren Pkw ein erheblicher Nachteil ist. Verglichen mit dem Frontantrieb ist die Achslast auf der Antriebsachse in unbeladenem Zustand gering, was zu Traktionsnachteilen auf feuchten oder losen Untergründen sowie bei Fahrbahnglätte führt. Sportwagenhersteller kombinieren den Hinterradantrieb aufgrund dieses Nachteils eher mit Mittel- oder Heckmotor. Bei modernen Pkw mit Frontmotor und Hinterradantrieb ist man bemüht, das Problem durch ein Nachvornverschieben der Achsen und ein Nachhintenverlegen schwerer Bauteile gering zu halten.

## Verwendung
Der Hinterradantrieb war bis in die 1970er Jahre das dominierende Antriebskonzept in allen Fahrzeugklassen. Gegenwärtig findet er nur noch in besonders leistungsstarken Pkw, in Kleinstwagen und Nutzfahrzeugen Verwendung. In der Klasse der Kleinwagen werden keine Fahrzeuge mit Hinterradantrieb mehr hergestellt, auch in der Kompaktklasse nicht mehr, seit die Produktion des BMW F20 beendet wurde. In der Mittelklasse gibt es mit der BMW-3er-Reihe und der Mercedes-Benz C-Klasse gegenwärtig noch zwei Automodelle, die (zum Teil) mit Hinterradantrieb ausgestattet sind.
Bei Pkw gibt es gegenwärtig folgende Einsatzgebiete für den Hinterradantrieb:
- Frontmotor: Stark motorisierte Pkw der (oberen) Mittelklasse und Oberklasse; Sportwagen
- Mittelmotor: Sportwagen
- Heckmotor: Sportwagen, Kleinstwagen (Beispiele: Smart Fortwo, Renault Twingo)

Nutzfahrzeuge haben zumeist Hinterradantrieb:
- Frontmotor: Lastwagen und Transporter mit mehr als 3,5 Tonnen
- Mittel- und Heckmotor: Busse

## Andere Antriebsvarianten
| Unterscheidung nach Motorposition: - Frontmotor - Mittelmotor - Heckmotor | Unterscheidung nach Antriebsachsen: - Vorderradantrieb - Allradantrieb - Hinterradantrieb | Unterscheidung nach Antriebseinheit: - Frontantrieb (Frontmotor und Vorderradantrieb) - Standardantrieb (Frontmotor und Hinterradantrieb) - Heckantrieb (Heckmotor und Hinterradantrieb) |